# チェッラ・ダーティ
チェッラ・ダーティ（伊: Cella Dati）は、イタリア共和国ロンバルディア州クレモナ県にある、人口約500人の基礎自治体（コムーネ）。

## 地理

### 位置・広がり

#### 隣接コムーネ
隣接するコムーネは以下の通り。
- チンジャ・デ・ボッティ
- デローヴェレ
- モッタ・バルッフィ
- ピエーヴェ・サン・ジャコモ
- サン・ダニエーレ・ポー
- ソスピーロ

### 気候分類・地震分類
気候分類では、zona E, 2389 GGに分類される。
また、イタリアの地震リスク階級 (it) では、zona 3 (sismicità bassa) に分類される
。

## 行政

### 分離集落
チェッラ・ダーティには、以下の分離集落（フラツィオーネ）がある。
- Alfeo, Dosso de' Frati, Fontana, Pugnolo, San Lorenzo Mondinari